# Леклер, Шарль
Шарль Марк Эрве́ Персива́ль Лекле́р (фр. Charles Marc Hervé Perceval Leclerc; род. 16 октября 1997, Монте-Карло) — автогонщик из Монако, участник чемпионатов мира Формулы-1, пилот команды «Феррари», вице-чемпион сезона  2022 года. Чемпион серии GP3 2016 года и Формулы-2 2017 года.

## Биография
Родился 16 октября 1997 года в Монако. Второй из трёх сыновей Эрве Леклера — монегасского предпринимателя, который был картингистом и гонщиком Формулы-3. Старший брат Лоренцо, младший Артур, также автогонщик. Эрве Леклер был тесно знаком с Филиппом Бьянки — отцом гонщика Жюля Бьянки и владельцем картодрома во французской коммуне Бриньоль. На этой трассе Шарль Леклер впервые познакомился с картингом.
Однажды Леклер не захотел идти в школу (в Монако родители могут отдавать своих детей в школу уже с трёх лет) и соврал отцу, что заболел. Эрве Леклер решил не оставлять своего сына дома, а взять с собой на заезды в Бриньоле. В тот день Шарль Леклер тренировался на трассе, пока у него не закончилось топливо. По пути домой он сказал отцу: «Это то, чем я хочу заниматься».
С 2005 года Леклер стал участвовать в региональных картинговых соревнованиях. Небольшие проекты отца не приносили прибыли, достаточной для финансовой поддержки выступлений его сына. Основным спонсором Леклера в тот момент был его дед, который владел организацией, осуществлявшей деятельность в области пластиковой промышленности. Но бизнесмену не нравилось увлечение внука, поэтому он перестал поддерживать Леклера, когда тому было 13 лет. Из-за этого гонщик не мог продолжать сезон в картинге и свою карьеру. На помощь ему пришёл его друг и крестный отец Жюль Бьянки, который порекомендовал своему гоночному менеджеру Николя Тодту обратить внимание на Леклера. Тодт решил оплатить ему последние гонки сезона и в будущем продолжить сотрудничество, если Леклер успешно закончит сезон. В результате Тодт стал его менеджером.

### Личная жизнь
С 2015 года состоял в отношениях с итальянкой Джадой Джанни, с которой расстался в 2019 году. Осенью 2019 года объявил об отношениях с Шарлоттой Сине, архитектором и блогером из Монако, но в декабре 2022 они заявили о разрыве отношений. В мае 2023 подтвердил слухи об отношениях с Александрой Сен-Млё.

## Спортивная карьера

### Ранняя карьера
Леклер по 2013 год выступал в различных картинговых чемпионатах, занимал призовые места в турнирах CIK-FIA. В 2011 году он выиграл CIK-FIA Karting Academy Trophy и CIK-FIA World Cup for KF3. В 2012 году стал победителем WSK Euro Series (KF2), в 2013 — South Garda Winter Cup (KZ2).
В 2014 году принял участие в Альпийской Формуле-Рено 2.0 в составе команды «Fortec Motorsports». По ходу сезона семь раз поднимался на подиум, на этапе в Монце одержал победу в обеих гонках и в результате стал бронзовым призёром чемпионата, оставшись позади Ника де Вриса из «Koiranen GP». Леклер завоевал титул чемпиона серии среди юниоров, опередив россиянина Матевоса Исаакяна. Также Леклер в качестве гостевого гонщика провёл три этапа в Еврокубке Формулы-Рено 2.0. За шесть гонок он трижды побывал на подиуме: финишировал вторым в воскресном спринте на Нюрбургринге и в обоих заездах на Хунгароринге.

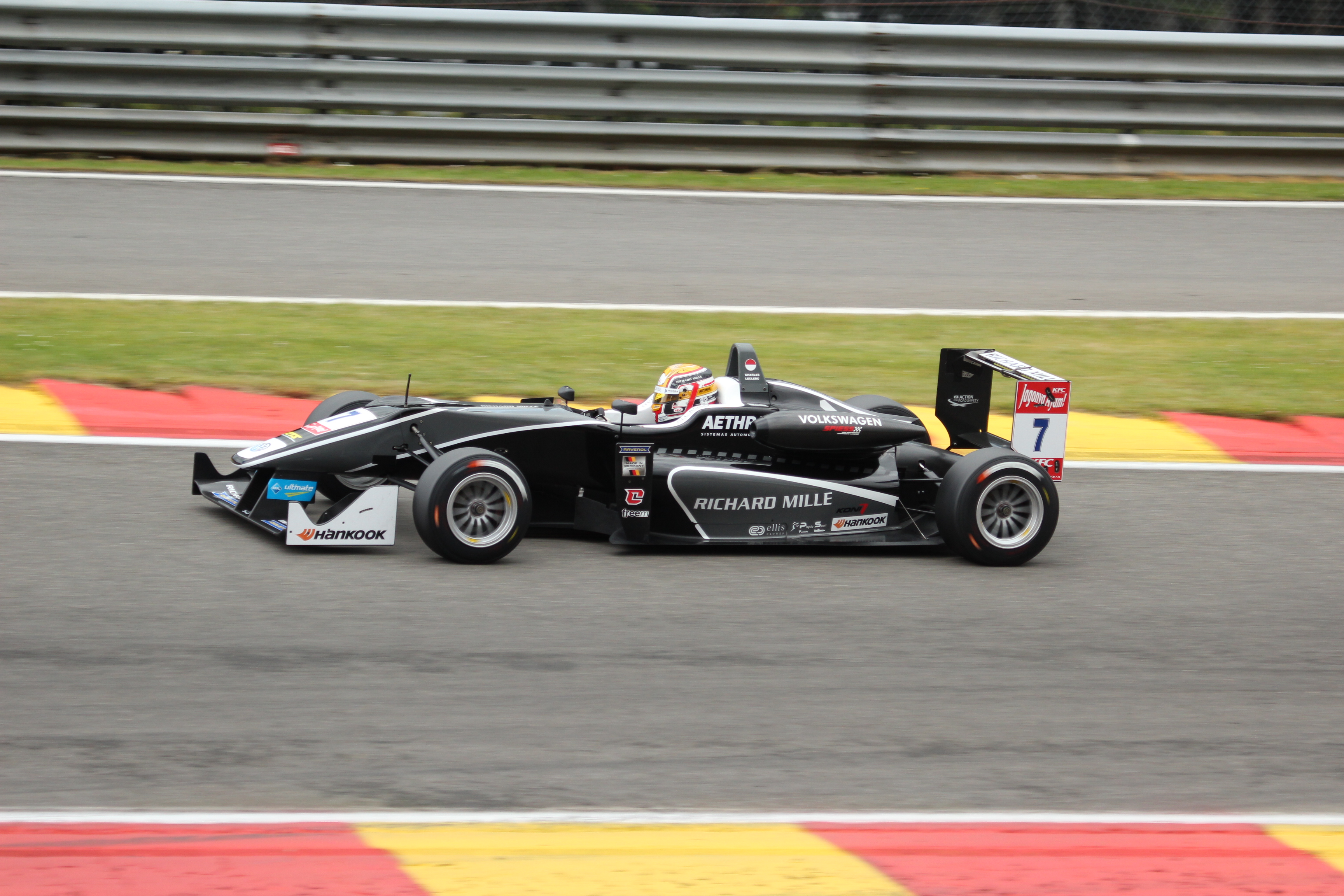
Леклер на этапе Чемпионата Европы Формулы-3 в Спа, 2015

В 2015 году Леклер стал гонщиком Чемпионата Европы Формулы-3 в составе голландского коллектива «Van Amersfoort Racing». Уже на первом этапе сезона в «Сильверстоуне» он выиграл одну из трёх гонок, затем побеждал в заездах на «Хоккенхаймринге», «Спа-Франкоршаме» и «Норисринге». Всего за сезон тринадцать раз поднимался на подиум. Тем не менее, в личном зачёте занял лишь четвёртое место. В ноябре выступил на этапе Формулы-3 Гран-при Макао, где финишировал вторым.

### Чемпионство в «гонках поддержки»
В декабре 2015 года Леклер принял участие в тестах GP3 за рулём машины команды «ART Grand Prix». В феврале 2016 года было объявлено, что Леклер станет боевым гонщиком коллектива в предстоящем сезоне. Этот сезон Леклер и «ART Grand Prix» провели удачно. Леклер выиграл первую же гонку в Барселоне, затем занимал первые места на «Ред Булл Ринге» и «Спа-Франкоршаме», всего на подиуме побывал восемь раз. Набранные в результате 202 балла принесли Леклеру победу в личном зачёте, а благодаря его достижениям и успехам его партнёра по команде Алекса Албона «ART Grand Prix» выиграла кубок конструкторов.

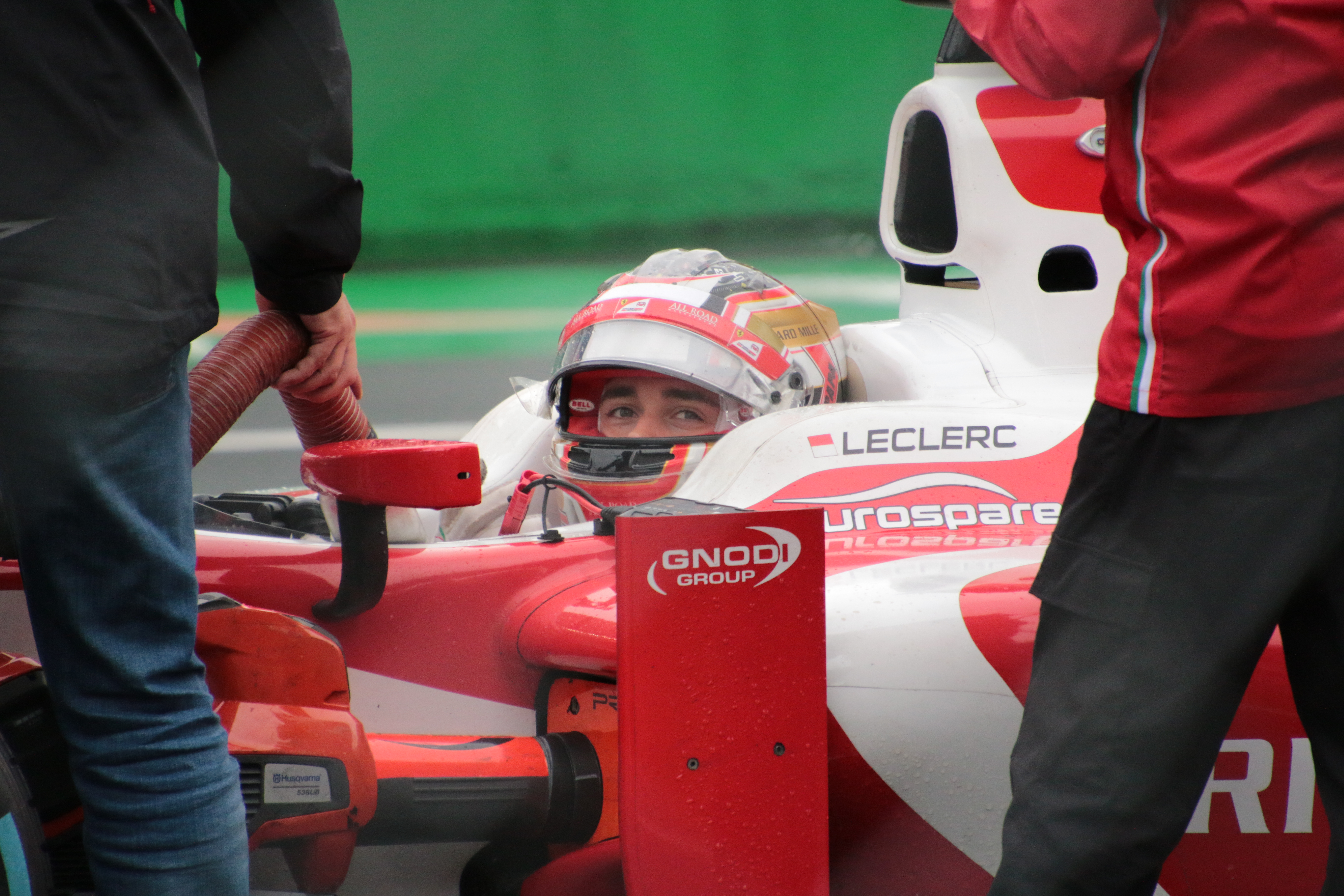
Леклер на Этапе Формулы-2 в Монце, 2017

На следующий день после последней гонки сезона GP3 было объявлено, что Леклер и ещё один гонщик молодёжной программы «Ferrari» Антонио Фуоко в сезоне 2017 года станут гонщиками команды «Prema Racing» в «Формуле-2». В субботней гонке дебютного этапа в Бахрейне Леклер завоевал поул-позицию и финишировал на третьем месте, а воскресный спринт выиграл. Затем успешно провёл гоночные уик-енды на трассах «Барселона-Каталунья», «Баку», «Ред Булл Ринг», «Сильверстоун», «Херес» и «Яс Марина». Десять подиумов, из которых семь — первые места, и 282 набранных очка принесли Леклеру уверенную победу в личном зачёте.

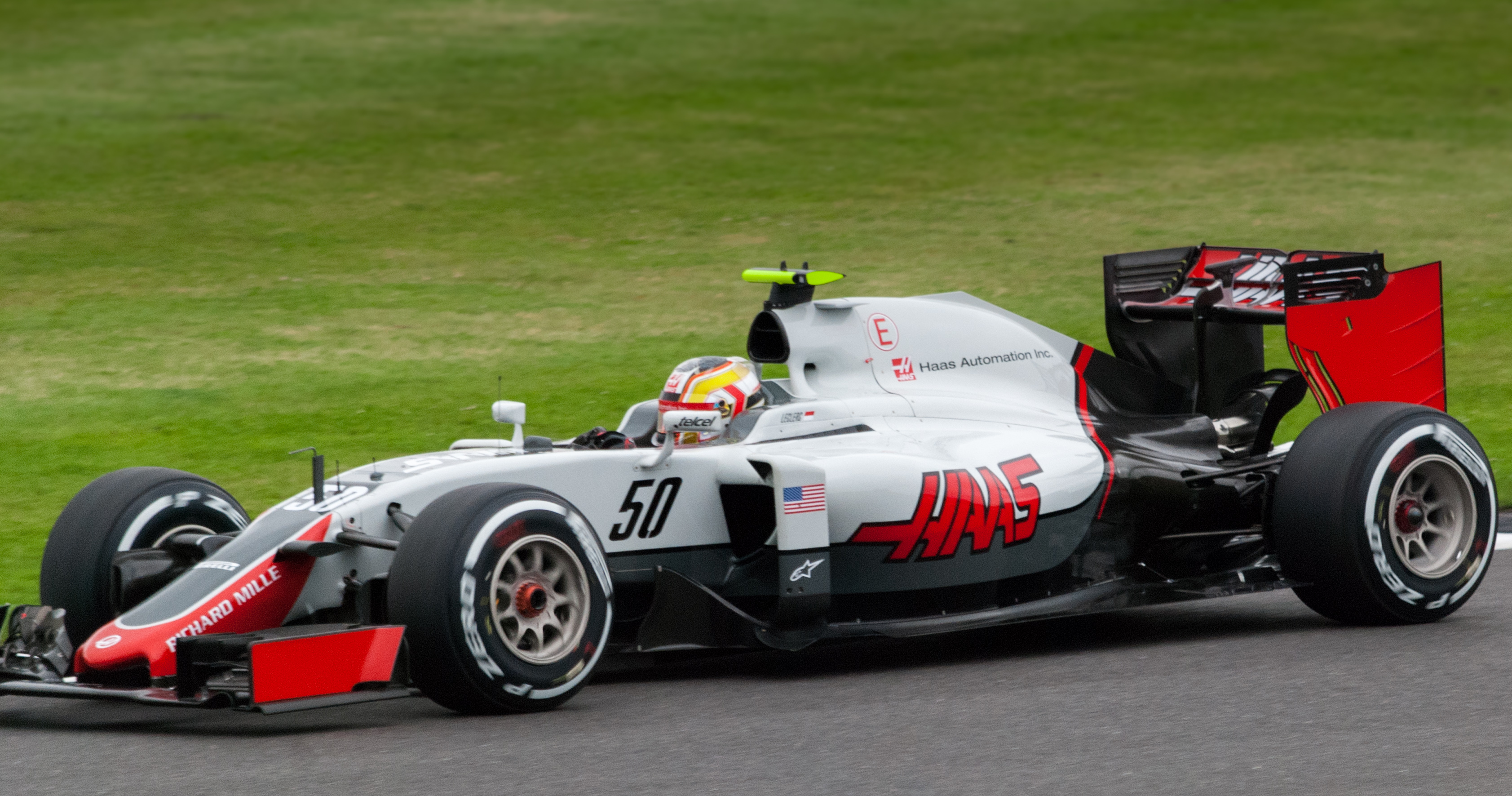
Леклер на тестах Формулы-1 в Великобритании, 2016

### Формула-1
Ещё в марте 2016 года Леклер вошёл в состав Гоночной академии «Феррари» и стал гонщиком по развитию Ferrari и Haas в Формуле-1. В сезоне 2016 года Леклер принял участие в первой тренировочной сессии Гран-при Великобритании, а также Гран-при Германии за рулём машины «Хаас». В тот момент ходили слухи, что если Леклер станет чемпионом серии GP3, то он, так же как Даниил Квят и Валттери Боттас, сразу перейдёт в Формулу-1. Однако руководитель «Хааса» Гюнтер Штайнер опроверг эту информацию, заявив, что Леклер проведёт сезон 2017 года в Формуле-2.
В 2017 году Леклер участвовал в августовских тестах на «Хунгароринге» за рулём «Ferrari SF70H». В первый день заездов он прошёл 98 кругов и показал лучшее время, а во второй день не выезжал на трассу.

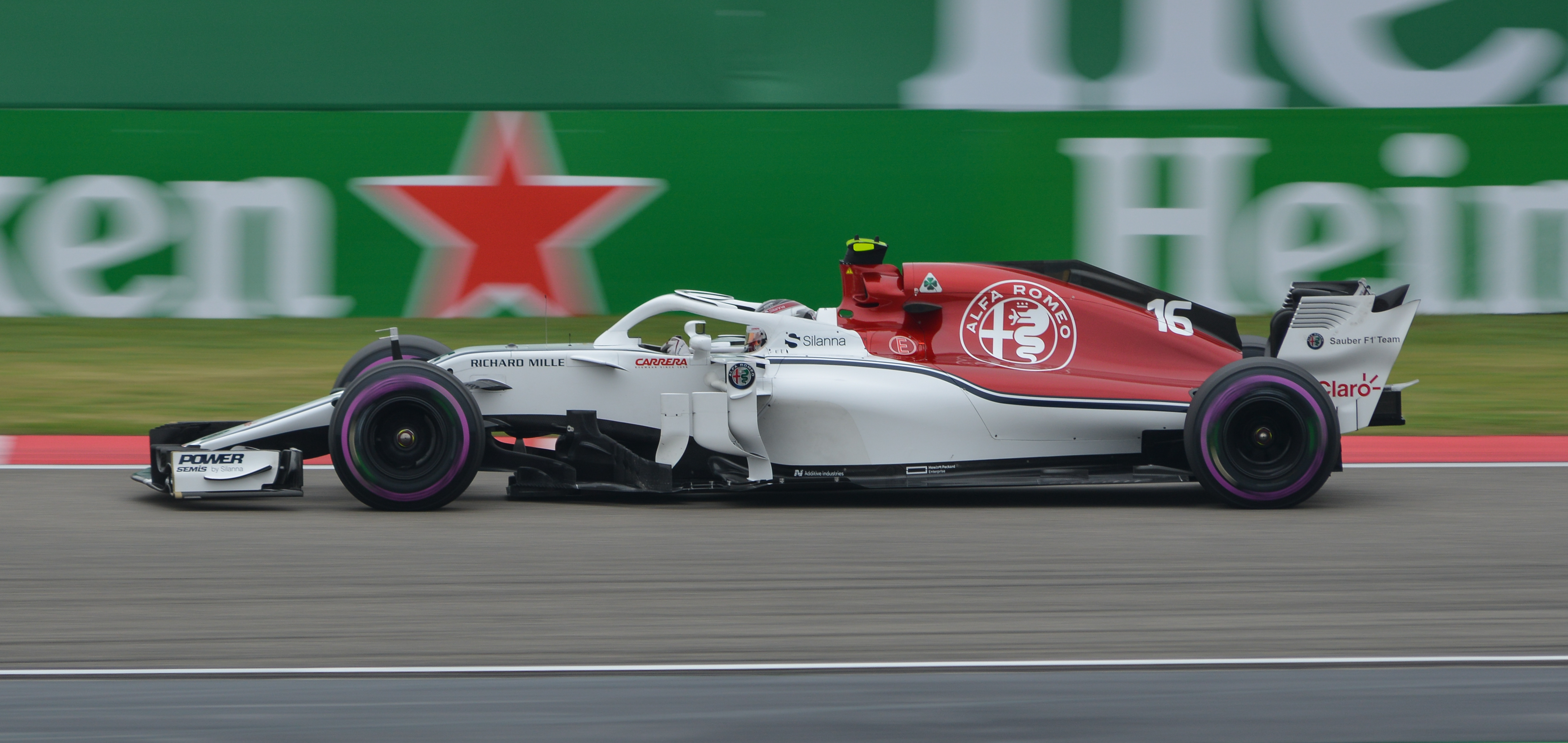
Леклер на этапе Формулы-1 в Китае, 2018

#### Дебют в «Заубере»
В декабре 2017 года было объявлено, что Леклер в предстоящем сезоне дебютирует в Формуле-1 в составе команды «Альфа Ромео Заубер». На Гран-при Азербайджана 2018 года он занял шестое место, тем самым став вторым после Луи Широна (то есть с 1950 года) монегаском, набиравшим очки в Формуле-1. По ходу сезона Леклер в десяти этапах попал в очковую зону, в итоге набрал 39 очков и в личном зачёте занял 13-е место.

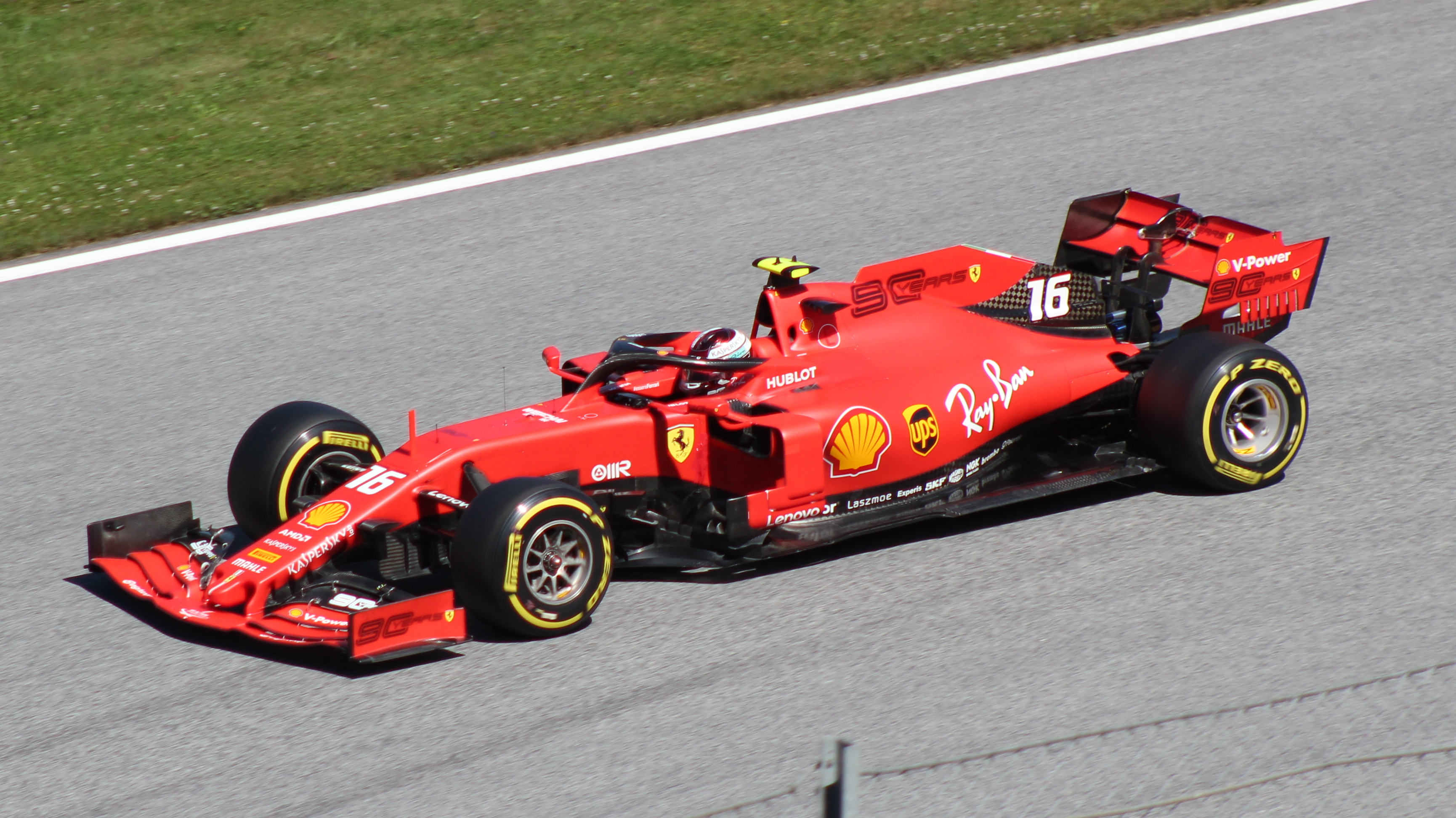
Леклер на этапе Формулы-1 в Австрии, 2019

#### Карьера в «Феррари»
11 сентября 2018 года «Скудерия Феррари» объявила, что в сезоне 2019 года Леклер станет боевым гонщиком команды вместо Кими Райкконена. Через несколько дней руководитель итальянского коллектива Маурицио Арривабене заявил, что контракт монегаска действует до 2022 года. 28 ноября Леклер провёл день тестов в Абу-Даби за рулём машины «Феррари».
В первой гонке сезона 2019 года в Австралии Леклер стартовал и финишировал на пятом месте. На следующем этапе в Бахрейне показал лучшее время во второй тренировке, а затем в квалификации, благодаря чему впервые в своей карьере завоевал поул-позицию и стал самым молодым гонщиком «Феррари», который завоевал поул. В гонке лидировал большую часть дистанции, однако из-за проблем с мотором на сорок восьмом круге пропустил Хэмилтона, а на пятьдесят четвёртом — Боттаса. Через два круга на трассе появился автомобиль безопасности, что не позволило приближающемуся Ферстаппену опередить Леклера. В результате он финишировал третьим, впервые оказавшись на подиуме.
В квалификации Гран-при Китая Леклер занял четвёртое место, гонку закончил на пятом. На Гран-при Азербайджана разбил машину во второй квалификационной сессии, из-за чего должен был стартовать десятым, но благодаря наказаниям для обоих гонщиков «Альфа Ромео» переместился на восьмую стартовую строчку, на финиш же вновь приехал пятым. На этапе в Испании стартовал и финишировал на пятом месте. Гонку в Монте-Карло начал пятнадцатым, в начале заезда во время борьбы с Хюлькенбергом его машина получила повреждения и он вынужден был сойти. В Канаде и Франции квалифицировался третьим, на том же месте и финишировал.
На австрийском этапе Леклер взял второй в карьере поул, снова лидировал в большей части гонки. На 68 круге Ферстаппен опередил Леклера, во время обгона выдавив его за пределы трассы. Леклер финишировал вторым, судьи признали случившийся инцидент гоночным. В Великобритании вновь стартовал и финишировал на третьем месте, четвёртый раз подряд (и пятый по ходу сезона) закончив гонку на подиуме.
Следующие две гонки оказались не очень удачными для Леклера. В Германии на старте он был лишь десятым из-за технических неполадок, в гонке в дождевых условиях смог быстро прорваться на четвёртое место но затем вылетел с трассы из-за неудачного выбора шин. В Венгрии попал в аварию в первой части квалификации, сильно повредив машину, но все же смог квалифицироваться четвёртым, повторив этот же результат в гонке. В чемпионате он к этому моменту занимал пятое место, отставая от партнёра по команде почти на дистанцию победы — на 24 очка.
Следующим этапом, первым после летнего перерыва, оказалась более подходящая машинам «Феррари» Бельгия, где Леклер завоевал поул и одержал дебютную победу. Преследовавшему его Хэмилтону не хватило для обгона нескольких кругов — существенный вклад в это сделал напарник Леклера Феттель, в борьбе с которым гонщику «Мерседеса» пришлось потерять немало времени. Следующая гонка в Италии также подходила «Феррари» — и Леклер вновь победил с поула, удержав позиции в борьбе как с Хэмилтоном, так и с Боттасом и выйдя на четвёртое место в чемпионате.
На следующих четырёх этапах Леклер ещё трижды завоёвывал поул и ещё раз стартовал вторым, но побед больше не было. В Сингапуре, где поул был несколько неожиданным, поскольку трасса считалась мало подходящей автомобилям «Феррари», он вследствие тактических решений команды оказался позади напарника и финишировал вторым, в России по договорённости с напарником выпустил того вперёд, а затем из-за недопонимания с ним же потерял много времени на трассе и износил шины, финишировав в итоге лишь третьим. В Японии Леклер на старте столкнулся с Ферстаппеном и после прорыва из задних рядов финишировал шестым, а в Мексике и США финишировал четвёртым, причём в США и квалифицироваться удалось лишь на втором ряду из-за проблем, вызванных заменой двигателя.
Таким образом, после летнего перерыва Леклер дважды победил, ещё дважды финишировал на подиуме и ни разу не сошёл с трассы. Соперники по чемпионату выступали не столь успешно: Феттель победил лишь раз, Ферстаппен и вовсе заработал лишь два подиума, но что более важно — оба по два раза сошли в гонке, что позволило Леклеру превратить 24 очка отставания в 14 очков преимущества над обоими своими соперниками.
Следующий этап в Бразилии стал катастрофой как для Леклера, так и для его команды — он столкнулся с собственным партнёром и соперником по чемпионату Феттелем, потеряв множество очков, и даже финиш на третьем месте в Абу-Даби не помог завоевать третье место в чемпионате — так как Ферстаппен из последних двух этапов один выиграл, а второй закончил вторым.
В результате Шарль занял четвёртое место в чемпионате, заработав 264 очка.
23 декабря 2019 года стало известно, что команда «Ferrari» продлила контракт с гонщиком до 2024 года включительно.
Сезон-2020 Леклер начал со второго места, но в дальнейшем такой уровень выступлений удалось повторить лишь в Великобритании, где он финишировал третьим. В остальном же не всегда удавалось финишировать даже в очках, проигрывая не только «Ред Буллам», но и другим командам середины пелотона. Напарника при этом удавалось опережать почти всегда. На Гран-при Турции в условиях крайне нестабильной работы резины удалось всю гонку продержаться в первых рядах и даже претендовать на победу, но из-за ошибки на последнем круге Леклер финишировал четвёртым. В чемпионате ему удавалось бороться с Пересом и Риккардо за четвёртое — пятое места в чемпионате, но пара безочковых гонок заставила его пропустить не только этих двоих, но ещё и Сайнса с Албоном. Всего было заработано 98 очков.
В сезоне-2021 Леклеру достался новый напарник — Карлос Сайнс. Несмотря на улучшившие машины команды, финишировать на подиуме ему удалось лишь один раз против четырёх подиумов у напарника. Дважды за сезон удавалось завоевать поул-позицию — но в Монако не удалось стартовать, а в Азербайджане он достаточно быстро пропустил Хэмилтона и «Ред Буллы» и финишировал лишь четвёртым. Под конец сезона в чемпионате его опередил ещё и Ландо Норрис — причём всего на одно очко. В результате Леклер финишировал всего на одно место выше прошлогоднего — седьмым со 159 очками.
Сезон-2022 ознаменовался сменой регламента и как следствие — перестановкой сил. Изменения пошли Леклеру на пользу — несмотря на самое большое «дельфинирование» машины во всем пелотоне, на скорость это явление не повлияло, в результате в первых трёх гонках Леклер завоевал два поула, дважды победил и ещё в одной гонке финишировал вторым. В Австралии ему покорился «большой шлем» (победа в квалификации и гонке, быстрейший круг и лидирование от старта до финиша). В заключительной гонке сезона 2022 года на Гран-при Абу-Даби Леклер и Серхио Перес сразились за второе место в личном зачете. Несмотря на то, что Леклер начал гонку на третьем месте, он обогнал своего конкурента и удержался на втором месте, обеспечив себе второе место в личном зачете, а также второе место в кубке конструкторов для Ferrari.
После завершения гонки Гран-при Китая сезона 2025 года Леклер был дисквалифицирован из-за несоответствия болида минимальной массе. За аналогичное нарушение был дисквалифицирован гонщик команды «Альпин» Пьер Гасли.  

## Стиль пилотажа
Как отмечает британское издание «MotorSport», Леклер является талантливым гонщиком, который с первого раза взял чемпионские титулы в GP3 и Формуле-2, а затем удачно дебютировал в Формуле-1. По итогам проведённого в «Заубере» сезона он сильно превзошёл своего более опытного партнёра по команде Маркуса Эрикссона. Леклер умело управляет гоночной машиной, практически не допуская ошибок, имеет хороший квалификационный темп: в 17 из 21 квалификаций сезона 2018 года ему удалось опередить Эрикссона. В гонках он грамотно атакует соперников и защищает свою позицию, не совершая нарушений. Леклер обладает психологической устойчивостью, его расчётливые действия на старте и в борьбе вызывали похвалы со стороны других гонщиков, в том числе от бывшего партнёра по «Феррари» Себастьяна Феттеля.

## Результаты выступлений

### Общая статистика
| Сезон | Серия                       | Команда               | Гонки                 | Победы                | Поулы                 | Л/Круги               | Подиумы               | Очки                  | Место                 |
| ----- | --------------------------- | --------------------- | --------------------- | --------------------- | --------------------- | --------------------- | --------------------- | --------------------- | --------------------- |
| 2014  | Альпийская Формула-Рено 2.0 | Fortec Motorsport     | 14                    | 2                     | 1                     | 0                     | 7                     | 199                   | 2                     |
| 2014  | Еврокубок Формулы-Рено 2.0  | Fortec Motorsport     | 6                     | 0                     | 0                     | 0                     | 3                     | —                     | —                     |
| 2015  | Чемпионат Европы Формулы-3  | Van Amersfoort Racing | 33                    | 4                     | 3                     | 5                     | 13                    | 363,5                 | 4                     |
| 2015  | Гран-при Макао              | Van Amersfoort Racing | 1                     | 0                     | 0                     | 0                     | 1                     | —                     | 2                     |
| 2016  | Формула-1                   | Феррари               | тест/резервный гонщик | тест/резервный гонщик | тест/резервный гонщик | тест/резервный гонщик | тест/резервный гонщик | тест/резервный гонщик | тест/резервный гонщик |
| 2016  | Формула-1                   | Хаас                  | тест/резервный гонщик | тест/резервный гонщик | тест/резервный гонщик | тест/резервный гонщик | тест/резервный гонщик | тест/резервный гонщик | тест/резервный гонщик |
| 2016  | GP3                         | ART Grand Prix        | 18                    | 3                     | 4                     | 4                     | 8                     | 202                   | 1                     |
| 2017  | Формула-1                   | Феррари               | тест/резервный гонщик | тест/резервный гонщик | тест/резервный гонщик | тест/резервный гонщик | тест/резервный гонщик | тест/резервный гонщик | тест/резервный гонщик |
| 2017  | ФИА Формула-2               | Prema Racing          | 22                    | 7                     | 8                     | 4                     | 10                    | 282                   | 1                     |
| 2018  | Формула-1                   | Альфа Ромео Заубер    | 21                    | 0                     | 0                     | 0                     | 0                     | 39                    | 13                    |
| 2019  | Формула-1                   | Феррари               | 21                    | 2                     | 6                     | 4                     | 10                    | 264                   | 4                     |
| 2020  | Формула-1                   | Феррари               | 17                    | 0                     | 0                     | 0                     | 2                     | 98                    | 8                     |
| 2021  | Формула-1                   | Феррари               | 21                    | 0                     | 2                     | 0                     | 1                     | 159                   | 7                     |
| 2022  | Формула-1                   | Феррари               | 22                    | 3                     | 9                     | 3                     | 11                    | 308                   | 2                     |
| 2023  | Формула-1                   | Феррари               | 21                    | 0                     | 5                     | 0                     | 6                     | 206                   | 5                     |
| 2024  | Формула-1                   | Феррари               | 24                    | 3                     | 3                     | 3                     | 13                    | 356                   | 3                     |
| 2025  | Формула-1                   | Феррари               | 12                    | 0                     | 0                     | 0                     | 4                     | 119                   | 5*                    |

* Сезон продолжается.

### GP3
| Сезон | Команда        | 1     | 2       | 3     | 4          | 5        | 6       | 7       | 8       | 9       | 10      | 11    | 12      | 13      | 14         | 15      | 16      | 17         | 18      | Место | Очки |
| ----- | -------------- | ----- | ------- | ----- | ---------- | -------- | ------- | ------- | ------- | ------- | ------- | ----- | ------- | ------- | ---------- | ------- | ------- | ---------- | ------- | ----- | ---- |
| 2016  | ART Grand Prix | БАР 1 | БАР 2 9 | РБР 1 | РБР 2 сход | СИЛ 1A 2 | СИЛ 2 3 | ХУН 1 6 | ХУН 2 3 | ХОК 1 5 | ХОК 2 3 | СПА 1 | СПА 2 6 | МНЦ 1 4 | МНЦ 2 сход | СЕП 1 3 | СЕП 2 5 | ЯСМ 1 сход | ЯСМ 2 9 | 1     | 202  |

### Формула-2
| Сезон | Команда      | 1       | 2       | 3     | 4       | 5          | 6        | 7     | 8     | 9     | 10         | 11    | 12      | 13      | 14      | 15        | 16      | 17       | 18      | 19    | 20      | 21      | 22      | Место | Очки |
| ----- | ------------ | ------- | ------- | ----- | ------- | ---------- | -------- | ----- | ----- | ----- | ---------- | ----- | ------- | ------- | ------- | --------- | ------- | -------- | ------- | ----- | ------- | ------- | ------- | ----- | ---- |
| 2017  | Prema Racing | БАХ 1 3 | БАХ 2 1 | БАР 1 | БАР 2 4 | МОН 1 сход | МОН 2 18 | БАК 1 | БАК 2 | РБР 1 | РБР 2 сход | СИЛ 1 | СИЛ 2 5 | ХУН 1 4 | ХУН 2 4 | СПА 1 ДСК | СПА 2 5 | МНЦ 1 17 | МНЦ 2 9 | ХЕР 1 | ХЕР 2 7 | ЯСМ 1 2 | ЯСМ 2 1 | 1     | 282  |

### Формула-1
| Легенда к таблице |                                                                    |
| --- | ------------------------------------------------------------------ |
| В таблице перечислены результаты всех Гран-при Формулы-1, в которых принимал участие гонщик. Строками таблицы являются сезоны, столбцами — этапы чемпионата мира. В каждой клетке указаны сокращённое название этапа и результат, дополнительно обозначенный цветом. Расшифровка обозначений и цветов представлена в нижеследующей таблице. |                                                                    |
| \| Пример \| Описание \| \| ------------ \| ------------------------------------------------------------------ \| \| 1 \| Победитель \| \| 2 \| Второе место \| \| 3 \| Третье место \| \| 5 \| Финишировал, заработав очки \| \| Сход \| Не финишировал, но при этом заработал очки \| \| 12 \| Финишировал, не получив очков \| \| НКЛ \| Финишировал, но не попал в финальную классификацию \| \| 15 \| Участвовал вне зачёта, либо по отдельной классификации \| \| 18 \| Не финишировал, но попал в финальную классификацию \| \| Сход \| Не финишировал \| \| НКВ \| Не прошёл квалификацию \| \| НПКВ \| Не прошёл предквалификацию \| \| ДСК \| Дисквалифицирован \| \| ИСК \| Исключён из протокола соревнований \| \| ТТ \| Заявлен для участия только в тренировках \| \| НС \| Участвовал в квалификации, но не стартовал в гонке \| \| Т \| Травмирован или болен \| \| ОТК \| Отказ от участия \| \| НТР \| Прибыл на соревнования, но на трассу не выезжал \| \| НПР \| Был заявлен в числе участников, но не прибыл к началу соревнований \| \| О \| Соревнования отменены \| \| \| Не участвовал \| \| Поул-позиция \| \| \| Быстрый круг \| \| |                                                                    |
| Пример | Описание                                                           |
| 1 | Победитель                                                         |
| 2 | Второе место                                                       |
| 3 | Третье место                                                       |
| 5 | Финишировал, заработав очки                                        |
| Сход | Не финишировал, но при этом заработал очки                         |
| 12 | Финишировал, не получив очков                                      |
| НКЛ | Финишировал, но не попал в финальную классификацию                 |
| 15 | Участвовал вне зачёта, либо по отдельной классификации             |
| 18 | Не финишировал, но попал в финальную классификацию                 |
| Сход | Не финишировал                                                     |
| НКВ | Не прошёл квалификацию                                             |
| НПКВ | Не прошёл предквалификацию                                         |
| ДСК | Дисквалифицирован                                                  |
| ИСК | Исключён из протокола соревнований                                 |
| ТТ | Заявлен для участия только в тренировках                           |
| НС | Участвовал в квалификации, но не стартовал в гонке                 |
| Т | Травмирован или болен                                              |
| ОТК | Отказ от участия                                                   |
| НТР | Прибыл на соревнования, но на трассу не выезжал                    |
| НПР | Был заявлен в числе участников, но не прибыл к началу соревнований |
| О | Соревнования отменены                                              |
| | Не участвовал                                                      |
| Поул-позиция |                                                                    |
| Быстрый круг |                                                                    |

| Сезон | Команда                         | Шасси          | Двигатель               | Ш | 1        | 2        | 3        | 4     | 5      | 6        | 7      | 8        | 9        | 10       | 11       | 12       | 13       | 14     | 15       | 16       | 17       | 18       | 19       | 20       | 21    | 22     | 23    | 24    | Место | Очки |
| ----- | ------------------------------- | -------------- | ----------------------- | - | -------- | -------- | -------- | ----- | ------ | -------- | ------ | -------- | -------- | -------- | -------- | -------- | -------- | ------ | -------- | -------- | -------- | -------- | -------- | -------- | ----- | ------ | ----- | ----- | ----- | ---- |
| 2016  | Haas F1 Team                    | Haas VF-16     | Ferrari 059/5 1,6 V6 t  | P | АВС      | БАХ      | КИТ      | РОС   | ИСП    | МОН      | КАН    | ЕВР      | АВТ      | ВЕЛ тест | ВЕН тест | ГЕР тест | БЕЛ      | ИТА    | СИН      | МАЛ      | ЯПО      | США      | МЕК      | БРА тест | АБУ   |        |       |       | —     | —    |
| 2017  | Sauber F1 Team                  | Sauber C36     | Ferrari 061 1,6 V6T     | P | АВС      | КИТ      | БАХ      | РОС   | ИСП    | МОН      | КАН    | АЗЕ      | АВТ      | ВЕЛ      | ВЕН      | БЕЛ      | ИТА      | СИН    | МАЛ тест | ЯПО      | США тест | МЕК тест | БРА тест | АБУ      |       |        |       |       | —     | —    |
| 2018  | Alfa Romeo Sauber F1 Team       | Sauber C37     | Ferrari 062 EVO 1,6 V6T | P | АВС 13   | БАХ 12   | КИТ 19   | АЗЕ 6 | ИСП 10 | МОН 18   | КАН 10 | ФРА 10   | АВТ 9    | ВЕЛ Сход | ГЕР 15   | ВЕН Сход | БЕЛ Сход | ИТА 11 | СИН 9    | РОС 7    | ЯПО Сход | США Сход | МЕК 7    | БРА 7    | АБУ 7 |        |       |       | 13    | 39   |
| 2019  | Scuderia Ferrari Mission Winnow | Ferrari SF90   | Ferrari 1,6 V6T         | P | АВС 5    | БАХ 3    | КИТ 5    | АЗЕ 5 | ИСП 5  | МОН Сход | КАН 3  | ФРА 3    | АВТ 2    | ВЕЛ 3    | ГЕР Сход | ВЕН 4    | БЕЛ 1    | ИТА 1  | СИН 2    | РОС 3    | ЯПО 6    | МЕК 4    | США 4    | БРА 18   | АБУ 3 |        |       |       | 4     | 264  |
| 2020  | Scuderia Ferrari Mission Winnow | Ferrari SF1000 | Ferrari 065 1,6 V6T     | P | АВТ 2    | ШТИ Сход | ВЕН 11   | ВЕЛ 3 | 70Л 4  | ИСП Сход | БЕЛ 14 | ИТА Сход | ТОС 8    | РОС 6    | АЙФ 7    | ПОР 4    | ЭМИ 5    | ТУР 4  | БАХ 10   | САХ Сход | АБУ 13   |          |          |          |       |        |       |       | 8     | 98   |
| 2021  | Scuderia Ferrari Mission Winnow | Ferrari SF21   | Ferrari 065/6 1,6 V6T   | P | БАХ 6    | ЭМИ 4    | ПОР 6    | ИСП 4 | МОН НС | АЗЕ 4    | ФРА 16 | ШТИ 7    | АВТ 8    | ВЕЛ 2    | ВЕН Сход | БЕЛ 8    | НИД 5    | ИТА 4  | РОС 15   | ТУР 4    | США 4    | МЕХ 5    | САП 5    | КАТ 8    | САУ 7 | АБУ 10 |       |       | 7     | 159  |
| 2022  | Scuderia Ferrari                | Ferrari F1-75  | Ferrari 066/7 1,6 V6T   | P | БАХ 1    | САУ 2    | АВС 1    | ЭМИ 6 | МАЙ 2  | ИСП Сход | МОН 4  | АЗЕ Сход | КАН 5    | ВЕЛ 4    | АВТ 1    | ФРА Сход | ВЕН 6    | БЕЛ 6  | НИД 3    | ИТА 2    | СИН 2    | ЯПО 3    | США 3    | МЕХ 6    | САП 4 | АБУ 2  |       |       | 2     | 308  |
| 2023  | Scuderia Ferrari                | Ferrari SF-23  | Ferrari 066/10 1,6 V6T  | P | БАХ Сход | САУ 7    | АВС Сход | АЗЕ 3 | МАЙ 7  | МОН 6    | ИСП 11 | КАН 4    | АВТ 2    | ВЕЛ 9    | ВЕН 7    | БЕЛ 3    | НИД Сход | ИТА 4  | СИН 4    | ЯПО 4    | КАТ 5    | США ДСК  | МЕХ 3    | САП НС   | ЛАС 2 | АБУ 2  |       |       | 5     | 206  |
| 2024  | Scuderia Ferrari                | Ferrari SF-24  | Ferrari 066/12 1,6 V6T  | P | БАХ 4    | САУ 3    | АВС 2    | ЯПО 4 | КИТ 4  | МАЙ 3    | ЭМИ 3  | МОН 1    | КАН Сход | ИСП 5    | АВТ 11   | ВЕЛ 14   | ВЕН 4    | БЕЛ 3  | НИД 3    | ИТА 1    | АЗЕ 2    | СИН 5    | США 1    | МЕХ 3    | САП 5 | ЛАС 4  | КАТ 2 | АБУ 3 | 3     | 356  |
| 2025  | Scuderia Ferrari HP             | Ferrari SF-25  | Ferrari 066/12 1,6 V6T  | P | АВС 8    | КИТ ДСК  | ЯПО 4    | БАХ 4 | САУ 3  | МАЙ 7    | ЭМИ 6  | МОН 2    | ИСП 3    | КАН 5    | АВТ 3    | ВЕЛ 14   | БЕЛ      | ВЕН    | НИД      | ИТА      | АЗЕ      | СИН      | США      | МЕХ      | САП   | ЛАС    | КАТ   | АБУ   | 5*    | 119* |

* Сезон продолжается.